# 2013년 스위스 국민투표
2013년 스위스 국민투표는 2013년에 실시된 스위스의 국민투표이다. 3월, 6월, 9월, 11월에 총 4회의 투표를 거쳐 11개의 안중 6개는 통과, 5개는 부결되었다.